# Крістофер Добсон
Сер Крістофер Мартін «Кріс» Добсон (англ. Sir Christopher Martin "Chris" Dobson; 8 жовтня 1949, Рінтельн, Німеччина — 8 вересня 2019) — британський хімік, спеціаліст у галузях протеоміки, хімічної та структурної біології, відомий дослідник фолдингу та місфолдингу білків. Почесний професор Кембриджського та Оксфордського університетів, магістр коледжу Святого Джона у Кембриджі. Член Лондонського королівського товариства (1996) та Академії Медичних Наук Великої Британії (2005), іноземний член Національної академії наук США (2013), член Американського філософського товариства (2018), лицар (2018).

## Життєпис
Крістофер Добсон народився 8 жовтня 1949 року у німецькому місті Рінтельн, Нижня Саксонія. , де Артур Добсон, його батько, працював військовослужбовцем. І Артур Добсон і мати Крітофера, Мейбл Добсон (до шлюбу Поллард), походили із міста Бредфорт, Йоркшир. У Крістофера Добсона були старші від нього брат Грем та сестра Джиліан. Певний час сім'я також проживала у місті Лагос, Нігерія. 
Навчався у Хірфордській кафедральній молодшій школі, а потім у школі Абінгтон (з 1960 до 1967). У 1971 році з відзнакою закінчив бакалаврат у Оксфордському університеті, там же отримав ступінь магістра (1974) та доктора філософії, захистивши у 1975 році дисертацію «Конформація лізоциму у розчині» (Кібл Коледж та Мертон Коледж). В 1975—1977 роках працював науковим співробітником у Оксфордському університеті у Коледжах Мертон та Лінакр. В 1977—1980 роках — асистент-професор хімії Гарвардського університету та асоційований науковець Массачусетського технологічного інституту. Крістофер Добсон повернувся до Оксфорду у 1980 як почесний член Коледжу Леді Маргарет. Із 1980 року займається викладацькою діяльністю. В 1996—2001 роках займав посаду професора хімії Оксфордського університету та в 1998—2001 роках був директором центру молекулярних наук Оксфордського університету. У 2001 році переїхав до Кембриджу, де зайняв посаду професора Кембриджського університету (John Humphrey Plummer Professor of Chemical and Structural Biology). В 2007 році отримав титул ScD Кембриджського університету та став магістром Коледжу Святого Джона. В 2012 році став директором центру конформаційних захворювань Кембриджського університету. У 2016 році став одним із завновників біотехнологічного старт-апу Wren Therapeutics, місія якого полягає у створенні нових терапевтичних методів лікування та профілактики хвороби Альцгеймера.

## Наукові інтереси
Наукова робота Крістофера Добсона зосереджена на фолдингу та місфолдингу білків та зв'язку цих явищ із клінічними захворюваннями, а саме хворобами Альцгеймера та Паркінсона. Його наукові інтереси головним чином стосуються білкових молекул і пошуку фундаментальних принципів, які визначають механізм їх фолдингу, завдяки чому вони можуть мати певну біологічну функцію, та причини місфолдингу, внаслідок чого генеруються токсичні речовини та розвиваються захворювання. Професор Добсон відомий своїм випадковим відкриттям здатності звичайних білків до місфолдингу та агрегації у вигляді амілоїдних структур. Сам Крістофер Добсон згадував цю подію так:
Дослідник, залишивши зразок білка у спектрометрі ЯМР на довгі вихідні, після повернення побачив, що вміст зразків перетворився на гель. Нас усіх дуже зацікавило це явище і ми виявили, що цей гель складався із амілоїдних фібрил, які, як ми були переконані до цього випадку, були притаманні лише хворобам. 
Дослідження Крістофера Добсона були міждисциплінарними та інтегрованими, залучалася надзвичайно велика кількість методик вивчення механізмів згортання білків, серед яких були як експериментальні, так і теоретичні методи. Науково-дослідницька група, яку колись очолював Кріс Добсон, й надалі функціонує в межах хімічного факультету Кембриджського університету та головним чином зацікавлена у відкритті природи, властивостей, механізму формування та біологічної ролі амілоїдів. Захворювання, пов'язані із утворенням в організмі амілоїдів, включають хвороби Альцгеймера та Паркінсона, а також хвороби пов'язані із несправністю роботи конкретного органу, наприклад цукровий діабет 2 типу. Основною метою досліджень є встановлення фундаментальних молекулярних закономірностей, що призводять до розвитку усіх вищезгаданих захворювань, які є загрозою здоров'ю людей та соціальній гармонії у сучасному світі, а також розробка ефективних методів лікування та попередження розвитку цих дегенеративних та, в більшості випадків, смертельних хвороб. 
Крістофер Добсон опублікував понад 800 наукових та оглядових статей, із яких 38 були надруковані у Nature, Science та Cell. Публікації Кріса Добсона було процитовано більше 100 000 разів, а його h-індекс станом на 2019 становив 135.

## Книга «Foundations of Chemical Biology»
У співавторстві із Дж. Джеррард та Е. Преттом Крістофер Добсон написав книгу «Основи хімічної біології». Ця книга є джерелом знань про фундаментальні хімічні перетворення за участю молекул, що містяться в кожній живій клітині. Класи сполук, що розглядаються в книзі, включають амінокислоти та фосфатні похідні цукрів, а також відповідні їм макромолекули (білки та нуклеїнові кислоти). Головною метою книги є ознайомлення читача із фундаментальними принципами хімії живих організмів, які в подальшому можуть бути застосовані до більш складних аспектів хімічної біології.

## Нагороди та визнання
Із 1996 року Крістофер Добсон є членом Лондонського королівського товариства. Номінація Кріса Добсона до цієї наукової організації звучала так: 
Добсон є вийнятковим науковцем у своїй галузі завдяки використанню методів ЯМР для вивчення структури та динаміки білків у розчині. Такі дослідження включають його працю із лізоцимом, у якій він продемонстрував багато методичних іновацій, а саме використання цитокіну інтерлейкін 4, із яким йому вперше вдалось встановити топологію важливого сімейства кровотворних спіральних цитокінів та урокіназного активатора плазміногена, що дало можливість дослідити динамічні характеристики мультидоменних фібринолітичних білків. Добсон — піонер у застосуванні методів ЯМР до проблеми місфолдингу білків, яка на сьогоднішній день є провідною темою його наукової роботи. Його дослідження лізоциму результували у найдетальніший на сьогоднішній день постадійний опис процесу згортання білка. Добсон вивчив властивості та реакції молекул у твердому стані методом ЯМР спектроскопії, включаючи білкові молекули, металоорганічні сполуки, неорганічні парамагнетики та силікатні сполуки в гідравлічних матеріалах. Найвизначнішим його досягненням є аналіз природи та походження динамічних властивостей у молекулярних твердих тілах та їх зв'язок із структурою та реакційною здатністю.
У 2005 році був удостоєний медаллю Деві «за роботи в області застосування ядерного магнітного резонансу та інших методи вивчення згортання білка і місфолдингу, особливо утворення амілоїдних фібрил». У 2009 році Добсон отримав Королівську медаль Лондонського королівського товариства за «визначні досягнення у вивченні механізмів фолдингу та місфолдингу білків та їх впливу на розвиток захворювань», а в 2014 році отримав Премію Хайнекен у галузі біофізики та біохімії та Міжнародну премію Антоніо Фельтрінеллі у галузі медицини. У 2018 році був посвячений у лицарі.
Інші нагороди та премії:
- Медаль та премія Кордей-Моргана Лондонського королівського товариства, 1981
- Міжнародний вчений-дослідник Медичного інституту Говарда Х'ю, 1992
- Нагорода Брунауера, 1996
- Член Лондонського королівського товариства, 1996
- Нагорода Деві та Келлі, Університет Небраски, 1997
- Національний лектор, Американське біофізичне товариство, 1998
- Член Європейської організації молекулярної біології, 1999
- Міждисциплінарна нагорода Лондонського королівського товариства, 1999
- Доктор Honoris Causa Левенського університету, Бельгія, 2001
- Запрошений вчений, Каліфорнійський університет Сан Франциско, 2001
- Медаль Бейвут, Центр біомолекулярних досліджень Бейвут, Утрехтський університет, Нідерланди, 2002
- Срібна медаль, Італійське товариство біохімії, 2002
- Бейкерівський лектор Лондонського королівського товариства, 2003
- Нагорода Штайна і Мура, Протеїнове товариство, 2003
- Почесний член Національного товариства Індії із проблем ядерного магнітного резонансу, 2004
- Член Академії медичних наук, 2005
- Почесний доктор медицини університету Умео, Швеція, 2005
- Медаль Деві, Лондонське королівське товариство, 2005
- Нагорода Ганса Нейрата, Протеїнове товариство, 2006
- Почесний доктор медицини Флорентійського університету, Італія, 2006
- Доктор Honoris Causa університету Льєж, Бельгія, 2007
- Почесний іноземний член Американської академії мистецтв і наук, 2007
- Запрошений професор, Франкфуртський університет імені Йоганна Вольфганга Гете, 2007
- Член міжнародного товариства магнітного резонансу, 2008
- Почесний член Лінакр Коледж, Оксфордський університет, 2008
- Почесний член Леді Маргарет Коледж, Оксфордський університет, 2008
- Почесний член Мертон Коледж, Оксфордський університет, 2009
- Почесний член Кібл Коледж, Оксфордський університет, 2009
- Королівська медаль, Лондонське королівське товариство, 2009
- Почесний член Хімічної ради Індії, 2010
- Нагорода Корана, Лондонське королівське товариство, 2010
- Почесний доктор наук, Кінгс-коледж, Лондон, 2012
- Почесний член, Триніті-коледж, Дублін, 2013
- Асоційований член Національної академії наук США, 2013
- Почесний член Дарвін-коледж, Кембриджський університет, 2014
- Премія Доктора Г. П. Хайнекена в галузі біохімії та біофізики, Нідерландська королівська академія наук (KNAW), 2014
- Премія Антоніо Фельтрінеллі, Національна академія деї Лінчеї, Італія, 2014
- Член Американського філософського товариства, 2018

## Вибрані публікації
1. F. Chiti and C.M. Dobson, «Protein misfolding, amyloid formation, and human disease: a summary of progress over the last decade» Annu Rev Biochem, 86, 27-68 (2017).
2. R. Kundra, P. Ciryam, R.I. Morimoto, C.M. Dobson CM and Vendruscolo M, «Protein homeostasis of a metastable subproteome associated with Alzheimer's disease» Proc Natl Acad Sci USA, 114, E5703-E5711 (2017).
3. G. Fusco, S.W. Chen, P.T.F. Williamson, R. Cascella, M. Perni, J.A. Jarvis, C. Cecchi, M. Vendruscolo, F. Chiti, N. Cremades, L. Ying, C.M. Dobson and A. De Simone, «Structural basis of membrane disruption and cellular toxicity by α-synuclein oligomers» Science, 358, 1440—1443 (2017).
4. J. Habchi, P. Arosio, M. Perni, A.R. Costa, M. Yagi-Utsumi, P. Joshi, S. Chia, S.I. Cohen, M.B. Müller, S. Linse, E.A. Nollen, C.M. Dobson, T.P.J. Knowles and M. Vendruscolo, «An anticancer drug suppresses the primary nucleation reaction that initiates the production of the toxic Aβ42 aggregates linked with Alzheimer's disease» Sci Adv, 2, e1501244 (2016).
5. L.D. Cabrita, A.M. Cassaignau, H.M. Launay, C.A. Waudby, T. Wlodarski, C. Camilloni, M.E. Karyadi, A.L. Robertson, X. Wang, A.S. Wentink, L.S. Goodsell, C.A. Woolhead, M. Vendruscolo, C.M. Dobson and J. Christodoulou, «A structural ensemble of a ribosome-nascent chain complex during cotranslational protein folding» Nature Struct Mol Biol, 23, 278-85 (2016).
6. S.I. Cohen, P. Arosio, J. Presto, F.R. Kurudenkandy, H. Biverstål, L. Dolfe, C. Dunning, X. Yang, B. Frohm, M. Vendruscolo, J. Johansson, C.M. Dobson, A. Fisahn, T.P.J. Knowles and S. Linse, «A molecular chaperone breaks the catalytic cycle that generates toxic Aβ oligomers» Nature Struct Mol Biol, 22, 207—213 (2015).
7. T.P.J. Knowles, M. Vendruscolo and C.M. Dobson, «The physical basis of protein misfolding disorders» Physics Today, 68, 36-41 (2015).
8. C. Galvagnion, A.K. Buell, G. Meisl, T.C. Michales, M. Vendruscolo, T.P.J. Knowles and C.M. Dobson, «Lipid vesicles trigger α-synuclein aggregation by stimulating primary nucleation» Nature Chem Biol, 11, 229—234 (2015).
9. T.P.J. Knowles, M. Vendruscolo and C.M. Dobson. «The Amyloid State and its Association with Protein Misfolding Diseases», Nature Rev Mol Cell Biol, 15, 384—396 (2014).
10. E.P. O'Brien, P. Ciryam, M. Vendruscolo and C.M. Dobson, «Understanding the influence of codon translation rates on cotranslational protein folding» Acc Chem Res, 47, 1536-44 (2014).
11. A.W. Fitzpatrick, G.T. Debelouchina, M.J. Bayro, D.K. Clare, M.A. Caparoni, V.S. Bajaj, C.P. Jaroniec, L. Wang, V. Ladizhansky, S.A. Muller, C.E. MacPhee, C.A. Waudby, H. Mott, A. de Simone, T.P.J. Knowles, H.R. Saibil, M. Vendruscolo, E. Orlova, R.G.Griffin and C.M. Dobson, «Atomic-resolution Structure of a Cross-b  Amyloid Fibril», Proc Natl Acad Sci USA, 110, 5468-5473 (2013).
12. S.I. Cohen, M. Vendruscolo, C.M. Dobson and T.P. Knowles, «From macroscopic measurements to microscopic mechanisms of protein aggregation» J Mol Biol, 41, 160—171 (2012).
13. N. Cremades, S.I. Cohen, E. Deas, A.Y. Abramov, A.Y. Chen, A. Orte, M. Sandal, R.W. Clarke, P. Dunne, F.A. Aprile, C.W. Bertoncini, N.W. Wood, T.P. Knowles, C.M. Dobson and D. Klenerman. «Direct Observation of the Interconversion of Normal and Toxic Forms of α- Synuclein», Cell 149, 1048—1059 (2012).
14. L.D. Cabrita, C.M. Dobson, and J. Christodoulou, «Protein folding on the ribosome» Curr Opin Struct Biol,  20, 33-45 (2010).
15. F. Chiti and C.M. Dobson, Amyloid Formation by Globular Proteins under Native Conditions, Nature Chem Biol, 5, 15-22 (2009).
16. T.P.J. Knowles, C.A. Waudby, G.L. Devlin, S.A. Cohen, A. Aguzzi, M. Vendruscolo, E.M. Terentjev, M.E. Welland and C.M. Dobson, An Analytical Solution to the Kinetics of Breakable Filament Assembly, Science 326, 1533—1537 (2009).
17. L.M. Luheshi, D.C. Crowther and C.M. Dobson, Protein Misfolding and Disease: From the Test Tube to the Organism, Curr Opin Chem Biol, 12, 25-31 (2008).
18. T.P.J. Knowles, A.W. Fitzpatrick, S. Meehan, H.R. Mott, M. Vendruscolo, C.M. Dobson and M.E. Welland, Role of Intermolecular Forces in Defining Material Properties of Protein Nanofibrils, Science 318, 1900—1903 (2007).
19. M. Vendruscolo and C.M. Dobson, Dynamic Visions of Enzymatic Reactions, Science, 313, 1586—1587 (2006).
20. F. Chiti and C.M. Dobson, Protein Misfolding, Functional Amyloid and Human Disease, Annu Rev Biochem, 75, 333—366 (2006).
21. K. Lindorff-Larsen, R.B. Best, M.A. De Pristo, C.M. Dobson and M. Vendruscolo, Simultaneous Determination of Protein Structure and Dynamics, Nature 433, 129—133 (2005).
22. C.M. Dobson, Chemical Space and Biology, Nature, 432, 824—882 (2004).
23. D.M. Korzhnev, X. Salvatella, M. Vendruscolo, A.A. Di Nardo, A.R. Davison, C.M. Dobson and L.E. Kay, Low Populated Folding Intermediates of the Fyn SH3 Domain Characterized by Relaxation Dispersion NMR, Nature 430, 586—590 (2004).
24. C.M. Dobson, Protein Folding and Misfolding, Nature, 426, 884—890 (2003).
25. F. Chiti, M. Stefani, N. Taddei, G. Ramponi and C.M. Dobson, Rationalisation of Mutational Effects on Protein Aggregation Rates, Nature 424, 805—808 (2003).
26. M. Dumoulin, A.M. Last, A. Desmyter, K. Decanniere, D. Canet, A. Spencer, D.B. Archer, S. Muyldermans, L. Wyns, A. Matagne, C. Redfield, C.V. Robinson and C.M. Dobson, A Camelid Antibody Fragment Inhibits Amyloid Fibril Formation by Human Lysozyme, Nature 424, 783—788 (2003).
27. M. Fändrich, M.A. Fletcher and C.M. Dobson, Amyloid Fibrils from Muscle Myoglobin, Nature 410, 165—166 (2001).
28. M. Vendruscolo, E. Paci, C.M. Dobson and M. Karplus, Three Key Residues Form a Critical Contact Network in a Transition State for Protein Folding, Nature 409, 641—646 (2001).
29. C.M. Dobson, Protein Misfolding, Evolution and Disease, Trends Biochem Sci, 24, 329—332 (1999).
30. C.M. Dobson, A. Sali and M. Karplus, Protein Folding: A Perspective from Theory and Experiment, Angew Chem Int Ed Eng, 37, 868—893 (1998).

Професор Добсон був науковим керівником та особистим наставником багатьох молодих вчених, багато із яких сьогодні є світовими лідерами у своїй дослідницькій діяльності.

## Особисте життя
Професор сер Крістофер Добсон був одружений із доктор Мері Добсон. Подружжя виховало двох синів, Вільяма та Річарда.
Крістофер Добсон помер 8 вересня 2019 від ракового захворювання.